# Villamuriel de Cerrato
Villamuriel de Cerrato é um município da Espanha na província de Palência, comunidade autónoma de Castela e Leão, de área 39,76 km² com população de 5304 habitantes (2004) e densidade populacional de 133,40 hab/km².

## Demografia
| Variação demográfica do município entre 1991 e 2004 | Variação demográfica do município entre 1991 e 2004 | Variação demográfica do município entre 1991 e 2004 | Variação demográfica do município entre 1991 e 2004 |
| --------------------------------------------------- | --------------------------------------------------- | --------------------------------------------------- | --------------------------------------------------- |
| 1991                                                | 1996                                                | 2001                                                | 2004                                                |
| 3978                                                | 4349                                                | 4978                                                | 5304                                                |